# Chrysopa julia
Chrysopa julia is een insect uit de familie van de gaasvliegen (Chrysopidae), die tot de orde netvleugeligen (Neuroptera) behoort. 
Chrysopa julia is voor het eerst wetenschappelijk beschreven door Navás in 1927.